# Benson & Hedges Centennial Open 1985
L'Heineken Open 1985  è stato un torneo di tennis giocato sul cemento.
È stata la 29ª edizione dell'Heineken Open, che fa parte del Nabisco Grand Prix 1985. Si è giocato all'ASB Tennis Centre di Auckland in Nuova Zelanda, dal 7 al 14 gennaio 1985.

## Campioni

### Singolare
Chris Lewis ha battuto in finale  Wally Masur con il punteggio di 7–5, 6–0, 2–6, 6–4

### Doppio
John Fitzgerald /  Chris Lewis hanno battuto in finale  Broderick Dyke /  Wally Masur con il punteggio di 7–6, 6–2